# 狭裂白蒿
狭裂白蒿（学名：Artemisia kanashiroi）是菊科蒿属的植物，为中国的特有植物。分布于中国大陆的宁夏、山西、甘肃、河北、青海、陕西、内蒙古等地，生长于海拔2,300米的地区，常生长在田边、路旁和山坡等处，目前尚未由人工引种栽培。

## 别名
白蒿（甘肃），“康拉巴”（青海藏语与土族语名）